# Юдора (Арканзас)
Юдора (англ. Eudora, Arkansas) — город, расположенный в округе Шико (штат Арканзас, США) с населением в 2819 человек по статистическим данным переписи 2000 года.

## География
По данным Бюро переписи населения США Юдора имеет общую площадь в 8,03 квадратных километров, водных ресурсов в черте населённого пункта не имеется.
Город Юдора расположен на высоте 41 метр над уровнем моря.

## Демография
По данным переписи населения 2000 года в Юдоре проживало 2819 человек, 731 семья, насчитывалось 1047 домашних хозяйств и 1163 жилых дома. Средняя плотность населения составляла около 352 человек на один квадратный километр. Расовый состав Юдоры по данным переписи распределился следующим образом: 13,94 % белых, 84,50 % — чёрных или афроамериканцев, 0,04 % — коренных американцев, 0,18 % — азиатов, 0,89 % — представителей смешанных рас, 0,46 % — других народностей. Испаноговорящие составили 1,38 % от всех жителей города.
Из 1047 домашних хозяйств в 34,9 % — воспитывали детей в возрасте до 18 лет, 30,5 % представляли собой совместно проживающие супружеские пары, в 34,7 % семей женщины проживали без мужей, 30,1 % не имели семей. 26,6 % от общего числа семей на момент переписи жили самостоятельно, при этом 14,2 % составили одинокие пожилые люди в возрасте 65 лет и старше. Средний размер домашнего хозяйства составил 2,69 человек, а средний размер семьи — 3,24 человек.
Население города по возрастному диапазону по данным переписи 2000 года распределилось следующим образом: 32,4 % — жители младше 18 лет, 9,4 % — между 18 и 24 годами, 23,7 % — от 25 до 44 лет, 20,0 % — от 45 до 64 лет и 14,6 % — в возрасте 65 лет и старше. Средний возраст жителей составил 33 года. На каждые 100 женщин в Юдоре приходилось 80,2 мужчин, при этом на каждые сто женщин 18 лет и старше приходилось 68,9 мужчин также старше 18 лет.
Средний доход на одно домашнее хозяйство в городе составил 17 857 долларов США, а средний доход на одну семью — 19 840 долларов. При этом мужчины имели средний доход в 20 729 долларов США в год против 15 262 доллара среднегодового дохода у женщин. Доход на душу населения в городе составил 9437 долларов в год. 34,6 % от всего числа семей в округе и 36,5 % от всей численности населения находилось на момент переписи населения за чертой бедности, при этом 43,3 % из них были моложе 18 лет и 30,0 % — в возрасте 65 лет и старше.